# Pseudmelisa chalybsa
Pseudmelisa chalybsa är en fjärilsart som beskrevs av George Francis Hampson 1910. Pseudmelisa chalybsa ingår i släktet Pseudmelisa och familjen björnspinnare. Inga underarter finns listade i Catalogue of Life.